# Youmu
Youmu (kinesiska: 油沐乡, 油沐) är en socken i Kina. Den ligger i den autonoma regionen Guangxi, i den södra delen av landet, omkring 390 kilometer nordost om regionhuvudstaden Nanning.
Genomsnittlig årsnederbörd är 2 015 millimeter. Den regnigaste månaden är april, med i genomsnitt 297 mm nederbörd, och den torraste är oktober, med 46 mm nederbörd.